# ویکتوریا چولوج
ویکتوریا چولوج (به لهستانی: Wiktoria Chołuj،  زادهٔ ۱۴ فوریهٔ ۲۰۰۰) یک کشتی‌گیر آزادکار زن اهل کشور لهستان است. وی سابقه حضور در المپیک ۲۰۲۴ پاریس را دارد.